# Australischer Kohleminen-Streik von 1949
Im Australischen Kohleminen-Streik von 1949 (Australian coal strike 1949) wurden von einer australischen Regierung erstmals in Friedenszeiten militärische Kräfte eingesetzt, um den von einer Gewerkschaft geführten Streik zu beenden. Der Streik der 23.000 Bergarbeiter in den australischen Kohlenminen dauerte vom 27. Juni bis 15. August 1949. Soldaten wurden aufgrund einer Anordnung vom 28. Juli 1949 des australischen Premierminister Ben Chifley in Kohlefelder entsandt. Infolge dieser Weisung vom 28. Juli 1949, die eine von der Australian Labor Party (APL) geführte Regierung gab, waren die Bergarbeiter in den Kohlenbergwerken in New South Wales gezwungen zu ihrer Arbeit zurückzukehren.
Dieser Streik war die Fortsetzung der Konfrontation zwischen Arbeitgebern und Arbeitnehmern nach dem Queensland Railway Strike von 1948.

## Hintergründe
Bereits im März 1947 forderten die Kohlearbeiter die 35-Stunden-Woche, 30 Shillings mehr Lohn und eine Regelung zur Altersversorgung. Im Februar 1948 setzte sich die Gewerkschaft für die Bezahlung von Überstunden ein. Sie wollte eine Verbesserung der Arbeitsbedingungen vornehmlich für diejenigen erreichen, die bei einer Temperatur von 54 °C in den Kohlenminen bei schlechter Belüftung arbeiten mussten. Im Durchschnitt starben jährlich 25 Arbeiter in den Kohlefeldern durch Arbeitsunfälle, zahlreiche weitere Bergarbeiter erlitten Arbeitsunfälle. Im Jahre 1947 hatte die australische Bundesregierung den Commonwealth Conciliation and Arbitration Act nach den Vorstellungen von Chifley erlassen. Die Bergarbeiter, die andere Konzepte zur Lösung des Konflikts verfolgten, waren nach dieser langen Zeit, in der in keiner Weise auf ihre Forderungen eingegangen worden war, streikbereit.
Noch in den Tagen vor dem Streik wollte die Gewerkschaft mit den Eigentümern der Minen verhandeln, bot eine Übergangsregelung einer 40-Stunden-Woche von einer Jahr Dauer an und schlug Verhandlungen über eine Arbeitszeitverkürzung in diesem Zeitraum vor. Die Gewerkschaft stimmte darüber hinaus einem Einsatz von Maschinen zu, die die Arbeit beschleunigten.

## Streikverlauf
In der Gewerkschaft der Bergarbeiter hatte die Communist Party of Australia (CPA) eine starke Position. Zur gleichen Zeit war die Australian Railway Union (ARU) und die Australian Worker’ Union (AWU) von ALP-Mitgliedern dominiert, die dort dem rechten Flügel zuzurechnen waren. Die ALP hatte im Jahre 1946 die Bundeswahl mit 49,7 Prozent und die Senatswahl mit 52 Prozent gewonnen. Premierminister Ben Chifley sah in diesem Streik einen Versuch der CPA, der ALP den Platz als Arbeiterpartei streitig zu machen. Am 30. Juni setzte die Labour-Regierung ein ganzseitiges Inserat in die Zeitungen: „This is a strike against arbitration! It is a communist inspired strike!“ (Das ist ein Streik gegen die Schlichtung! Es ist ein von den Kommunisten beeinflusster Streik!)
Der Streik wurde durch die Unternehmer und die Regierung als communist conspiracy (kommunistische Verschwörung) bezeichnet. Zweifellos hatten die Kommunisten Einfluss in der Gewerkschaft, jedoch waren lediglich zwei Mitglieder des gewerkschaftlichen Streikkomitees in der CPA organisiert.
Bereits zwei Tage nach Streikbeginn erließ die Regierung eine Anordnung, dass es strafbar sei, den Streikenden und ihren Familien irgendwelche finanzielle Unterstützung, einschließlich einer Unterstützung durch Kredite für Lebensmittel durch Ladengeschäfte, zu gewähren. Am 5. Juli wurden die Gewerkschaftsvertreter aufgefordert, das Vermögen der Gewerkschaft einem staatlichen Treuhänder zur übereignen. Am 6. Juli verhaftete die Regierung Vertreter der Gewerkschaft und das Hauptquartier der CPA wurde durchsucht. Ende Juli verurteilten Gerichte sieben Gewerkschaftsvertreter zu zwölf Monaten und einen zu sechs Monaten Haft.
In der Folge dieses Streiks musste die australische Strom- und Gasversorgung rationiert werden und 750.000 nicht am Streik Beteiligte konnten ihre Arbeit nicht mehr aufnehmen.

## Militäreinsatz
Am 1. August besetzten 500 Soldaten mit Maschinengewehren, Gewehren und aufgepflanzten Bajonetten die Kohlenfelder von Minimi in der Nähe von Newcastle, Muswellbrook und Ben Bullen. Weitere Besetzungen von sieben Kohlefeldern erfolgten später.
Nach der Besetzung brach der Streik zwei Wochen später zusammen. Viele Arbeiter war schockiert, dass die ALP zu derart drastischen Methoden griff, da sich die regierende ALP nicht für ihre Interessen einsetzte, und gaben auf. Das Streikkomitee versuchte zwar, durch Massendemonstrationen auf den Minenfeldern gegen die Besetzung vorzugehen. Diese kamen jedoch teilweise nicht zustande. Das Streikkomitee setzte daraufhin eine Abstimmung über die Fortsetzung des Streiks an, wo sie die Fortsetzung vorschlug. Für den Abbruch des Streiks stimmten 5403 zu 2343, damit war der Streik beendet, und erstmals in der australischen Geschichte der Arbeiterbewegung stimmten Streikende gegen den Vorschlag ihrer Streikführung. Bereits im Vorfeld des Militäreinsatzes hatte der Minister für Information der Regierung A. A. Calwell geäußert, dass die Regierung zuerst den Streik brechen und anschließend die CAP beseitigen werde. Das Abstimmungsergebnis qualifizierte der Minister für Versorgung J. Armstrong: „This is a knockout blow for the Communist leaders.“ (deutsch: „das ist der Knockout für die kommunistischen Führer“).

## Streikfolgen
Militär in Streiks setzt die konservative Regierung von Robert Menzies gegen im Waterfront-Streik bei Bowen 1953 an und darüber hinaus 1951, 1952 und 1954 gegen Streiks der Seeleute und Hafenarbeiter. Die Regierung von Harold Holt setzte Marine-Streitkräfte gegen die streikende Seamen's Union of Australia 1967 und Malcolm Fraser die Flugzeuge der RAAF zum Transport von Passagieren im Streik von 1981 gegen die Fluggesellschaft Qantas ein. Gleiches unternahm Bob Hawke im Jahre 1989 im Streik der australischen Piloten.
Bis zum heutigen Tag hat diese politische Maßnahme aus dem Jahre 1949 gegen einen Streik durch eine Labour-geführte Regierung Auswirkungen auf die australische Arbeiterbewegung und auf dortige Streiks.